# Movita Castaneda
Maria Luisa "Movita" Castaneda (født 12. april 1916, død 12. februar 2015) var en amerikansk skuespillerinde. Hun er kendt som Marlon Brandos anden kone.